# The Naked and Famous
The Naked and Famous — рок-группа из Новой Зеландии. Их сингл «Young Blood» дебютировал в 2010 году на первом месте в новозеландском чарте, став таким образом первым синглом за три года, дебютировавшим так.
The Naked and Famous представили свой первый студийный альбом Passive Me, Aggressive You в сентябре 2010 года. Диск появился в хит-парадах Новой Зеландии, Австралии, Австрии, Швейцарии, Германии и Нидерландов. На родине коллектива он получил сертификат золотого диска.
6 декабря 2010 года BBC объявило, что The Naked and Famous были номинированы в голосовании Sound of 2011.

## Дискография

### Студийные альбомы
| Название                   | Описание альбома                                                                      | Наилучшее место в чартах | Наилучшее место в чартах | Наилучшее место в чартах | Наилучшее место в чартах | Сертификация  |
| Название                   | Описание альбома                                                                      | NZ                       | AUS                      | UK                       | IRE                      | Сертификация  |
| -------------------------- | ------------------------------------------------------------------------------------- | ------------------------ | ------------------------ | ------------------------ | ------------------------ | ------------- |
| Passive Me, Aggressive You | - Выпуск: сентябрь 2010 - Лейбл: Somewhat Damaged - Форматы: CD, digital download     | 1                        | 25                       | 25                       | 38                       | - NZ: золотой |
| In Rolling Waves           | - Выпуск: сентябрь 2013 - Лейбл: Somewhat Damaged - Форматы: CD, LP, digital download | 4                        | 12                       | 53                       | 68                       | -             |
| Simple Forms               | 2016                                                                                  |                          |                          |                          |                          |               |
| A Still Heart              | 2018                                                                                  |                          |                          |                          |                          |               |

### EP
| Название     | Описание EP                                                                        |
| ------------ | ---------------------------------------------------------------------------------- |
| This Machine | - Выпуск: 5 мая 2008 - Лейбл: Round Trip Mars - Формат: Digital download, CD       |
| No Light     | - Выпуск: 15 сентября 2008 - Лейбл: Round Trip Mars - Формат: Digital download, CD |

### Синглы
| Год  | Сингл                 | Наилучшее место в чартах | Наилучшее место в чартах | Наилучшее место в чартах | Наилучшее место в чартах | Наилучшее место в чартах | Сертификация   | Альбом                     |
| Год  | Сингл                 | NZ                       | GER                      | AUS                      | UK                       | US Alt.                  | Сертификация   | Альбом                     |
| ---- | --------------------- | ------------------------ | ------------------------ | ------------------------ | ------------------------ | ------------------------ | -------------- | -------------------------- |
| 2009 | «All of This»         | —                        | —                        | —                        | —                        | —                        |                | Passive Me, Aggressive You |
| 2010 | «Young Blood»         | 1                        | 30                       | 26                       | 64                       | 15                       | - NZ: Platinum | Passive Me, Aggressive You |
| 2010 | «Punching in a Dream» | 11                       | —                        | 89                       | 135                      | —                        |                | Passive Me, Aggressive You |
| 2011 | «Girls Like You»      | —                        | —                        | —                        | —                        | —                        |                | Passive Me, Aggressive You |

### Видеоклипы
| Название              | Режиссёр                      | Альбом                     |
| --------------------- | ----------------------------- | -------------------------- |
| «Serenade»            | Campbell Hooper & Joel Kefali | This Machine               |
| «Birds»               | Campbell Hooper & Joel Kefali | No Light                   |
| «All of This»         | Campbell Hooper & Joel Kefali | Passive Me, Aggressive You |
| «Young Blood»         | Campbell Hooper & Joel Kefali | Passive Me, Aggressive You |
| «Punching in a Dream» | Campbell Hooper & Joel Kefali | Passive Me, Aggressive You |
| «Girls like You»      | Campbell Hooper & Joel Kefali | Passive Me, Aggressive You |

## В популярной культуре
Композиция «Punching in a Dream» вышла в пятом эпизоде второго сезона сериала «Дневники вампира». Является саундтреком к игре «FIFA 12». Песня «Young Blood» вышла в первом эпизоде первого сезона сериала Covert Affairs. Она также присутствовала в 13 эпизоде 4-го сезона сериала «Чак», 14 эпизоде 4-го сезона «Сплетницы», в 1 эпизоде 1-го сезона сериала «The Almighty Johnsons», а также композиция использовалась в рекламе эпизода «Alo» для британского сериала «Skins», звучала так же в 1 эпизоде 1-го сезона сериала «Тайный круг» и в 22 эпизоде 1-го сезона сериала «Уитни». Песня «Young Blood» так же звучала в 1 сезоне 1 серии сериала «Элементарно». Композиция «Girls Like You» звучит в фильме «В первый раз» вышедшем в октябре 2012 года с Диланом О’Брайеном в главной роли.
«Young Blood» входила в последний диснеевский фильм «Prom». Композиция «Young Blood» звучит в сноубордфильме «The Art Of Flight» и в фильме «Твоя высота», является одним из саундтреков игры SSX 2012, а также в фильме «21 и больше» и в рекламе жевательной резинки Dirol. В Forza Horizon была песня Punching in a Dream. Также звучала в фильме «Телекинез» и «Attack Of La Nina». Композиция No Way звучит в «The Art Of Flight». В Need for Speed: Rivals есть песня «Bright Lights»
Композиция «Hearts Like Ours» вышла в двенадцатом эпизоде первого сезона сериала «Верь».
«Grow Old» прозвучала в седьмом эпизоде первого сезона сериала «Первородные».

## Премии и номинации
- 2010:[19][20] песня «Young Blood» премирована наградой APRA Silver Scroll
- 2010: песня «Passive Me, Aggressive You» номинирована[21] на премию критиков Gravity Coffee.

### Студийные альбомы
- Passive Me, Agressive You (2010)
- In Rolling Waves (2013)
- Simple Forms (2016)
- Recover (2020)